# Wierszyna
Wierszyna (ros. Вершина) – wieś na Syberii, nad rzeką Idą, położona około 100 kilometrów na północ od Irkucka i 20 km na północny wschód od Tichonowki (Тихоновка), niemal w samym centrum Ust-Ordyńskiego Okręgu Buriackiego w obwodzie irkuckim. Liczy 529 mieszkańców (2002).
Do Wierszyny prowadzi jedna wyboista, gruntowa droga, która po wielkich opadach staje się nieprzejezdna i odcina wieś od świata.

## Polonia

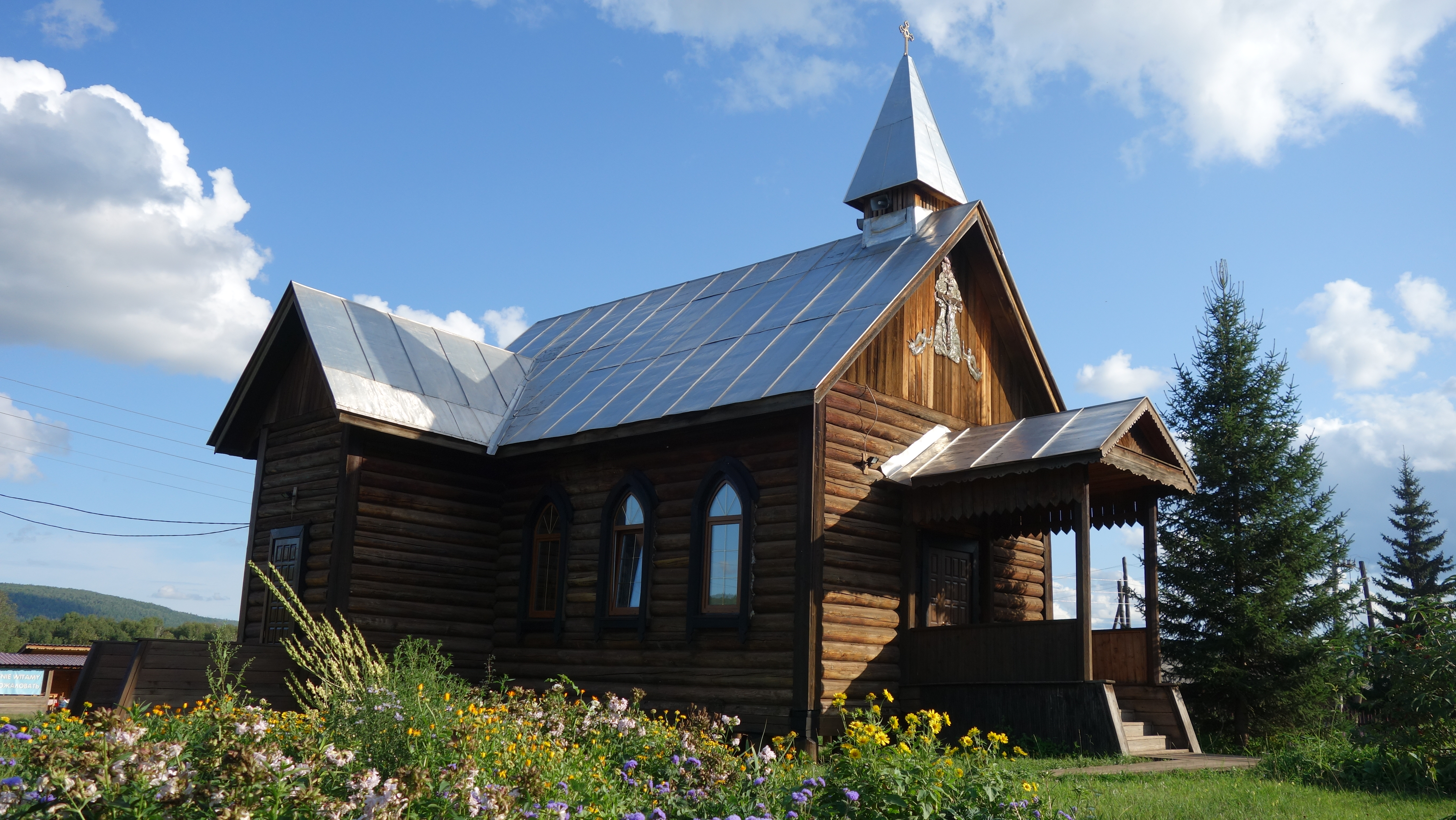
Kościół św. Stanisława BM w Wierszynie

Wieś została założona przez polskich emigrantów (dobrowolnych), głównie z Zagłębia Dąbrowskiego (zachodniej Małopolski), którzy osiedlili się tu około 1910 roku. W Wierszynie oraz przyległych wioskach – Dundaju (Дyндай), Chonzoju (Хонзой) i Naszacie (Нашата) – mieszka łącznie około 300 polskich rodzin; wraz z kilkoma rodzinami buriackimi i rosyjskimi jest to około 1000 osób. Obecnie płynnie językiem polskim posługuje się tylko niewielka grupa mieszkańców wsi, co wynika głównie z wieloletniego braku kontaktu z Polską.
W Wierszynie działa wiejska szkoła (w szkole były prowadzone zajęcia z języka polskiego - trzy lata temu przedmiot ten został usunięty) oraz stojący w centralnym miejscu drewniany kościółek, w którym funkcję proboszcza pełni (od 2009) o. Karol Lipiński OMI. We wsi działa Dom Polski, pełniący funkcję domu kultury i miejsca spotkań mieszkańców, z amfiteatrem i skansenem.

## Trzęsienie ziemi
10 grudnia 2020 roku w Wierszynie zarejestrowano trzęsienie Ziemi. Epicentrum o magnitudzie 5,5 znajdowało się na Bajkale. Cała sytuacja przeszła dość łagodnie i obyło się bez ofiar.